# Parafia Dobrego Pasterza w Lublinie
Parafia Dobrego Pasterza w Lublinie – parafia rzymskokatolicka w Lublinie, należąca do archidiecezji lubelskiej i Dekanatu Lublin – Północ. 
Została założona 23 lipca 1987 roku. Mieści się przy ulicy Radzyńskiej. Kościół parafialny został wybudowany w latach 1987–1997.

## Zasięg parafii
Do parafii należą wierni z Lublina mieszkający przy ulicach: Arnsztajnowej, Chęcińskiego, Dudzińskiego, Iglatowskiego, Kiepury, Kosmowskiej, Kurantowej, Leśmiana, Lipińskiego, Paganiniego, Partyzantów, Północnej, Prząśniczki, Radzyńskiej, Rogowskiego, Skołuby, Solarza, Wójtowicza.  

## Proboszczowie
- ks. Zdzisław Kozioł (1987–1995)[1]
- ks. Stefan Zabdyr (1995–2003)[1]
- ks. Florian Gruca  (2003–2012)[1]
- ks. Andrzej Gruszka (2012–2021)[1]
- ks. Kazimierz Lewandowski (2021–2024)[1]
- ks. Zenon Siedlarz (2024– )[1]